# Matalindo
Matalindo es un núcleo de población español del municipio de Ibeas de Juarros, perteneciente a la provincia de Burgos, en la comunidad autónoma de Castilla y León.

## Historia
Hacia mediados del siglo XIX, el lugar, por entonces perteneciente al municipio de Santa Cruz de Juarros, era referido como un barrio. Aparece descrito en el undécimo volumen del Diccionario geográfico-estadístico-histórico de España y sus posesiones de Ultramar de Pascual Madoz con las siguientes palabras:

MATALINDO: barrio en la prov. y part. jud. de Burgos: es uno de los que componen el pueblo de Santa Cruz de Juarros. (V.)
(Madoz, 1848, p. 294)

En 2023, el núcleo de población de Matalindo, encuadrado dentro de la entidad singular de población de Santa Cruz de Juarros, ahora parte del municipio de Ibeas de Juarros, tenía empadronados 6 habitantes.